# Karl Gustav von Baggovut
Karl Gustav von Baggehufwudt (Baggovut; in russo Карл Фёдорович Багговут?, Karl Fëdorovič Baggovut) (Perila, 27 settembre 1761 – Tarutino, 18 ottobre 1812) è stato un generale russo che prese parte alle guerre napoleoniche ed alla guerra di Finlandia.
La sua famiglia era originaria della Norvegia, ma si era trasferita in Svezia nel XVI secolo, per poi raggiungere l'Estonia nel XVII.
È considerato uno dei più coraggiosi generali russi e, quando morì nella battaglia di Tarutino (o di Winkowo), Alessandro I di Russia scrisse alla vedova: "ho perso un comandante coraggioso, utile alla madre patria".

## Famiglia
Baggovut era sposato con Elizaveta Jakovlevna von Fock, dalla quale ebbe tre maschi ed una femmina: 
- Vladimir Fëdorovič Baggovut: Consigliere di Stato
- Ivan Fëdorovič Baggovut: Colonnello dell'esercito imperiale russo
- Fëdor Fëdorovič Baggovut: Consigliere della Corte
- Julija Fëdorovna Baggovut: (1760–1839), direttore della Istituto Smol'nyj per giovani nobildonne, moglie di Gustav-Friedrich Adlerberg (1738–1794)

## Biografia

### Gioventù
Nel 1779 il padre di Karl gli comprò un permesso per il grado di capitano delle truppe del margravio di Ansbach-Bayreuth. Il giovane Karl iniziò la carriera militare nell'esercito russo quello stesso anno. Fu affiliato al reggimento di fanteria Tobolsk come Подпоручик, Sottotenente dell'esercito imperiale russo. A settembre dello stesso anno fu trasferito nel secondo battaglione dei cacciatori finlandesi. Nel gennaio 1781 fu trasferito presso il reggimento Dnepr, e prese parte all'insurrezione dei Tatari di Crimea. Nel 1783 fu promosso capitano del reggimento di granatieri della Siberia, distinguendosi nella guerra russo-turca (1787–1792), soprattutto nella battaglia di Rymnik svoltasi il 22 settembre 1789 e nella conquista della fortezza di Bender il 3–4 novembre 1789. La sua salute peggiorò dopo essere diventato primo maggiore, obbligandolo a lasciare l'esercito.
Nonostante questo, quando nel 1792 scoppiò la guerra russo-polacca del 1792, Karl rientrò nell'esercito come volontario. Ben presto (3 gennaio 1793) il suo coraggio gli permise di recuperare il vecchio grado di primo maggiore nel suo ex reggimento, quello di granatieri della Siberia. Durante la rivolta di Kościuszko della primavera del 1794, Baggovut si trovava a Varsavia quando gli abitanti iniziarono a sparare contro i russi disarmati. Mise insieme un gruppo di coraggiosi, riuscendo a conquistarsi la via d'uscita dalla città. Il 4 novembre 1794, durante l'attacco al quartiere Praga di Varsavia sulla riva destra della Vistola, Baggovut mostrò grande coraggio. Dopo la battaglia di Maciejowice fu promosso a tenente colonnello. Nel luglio 1795 fu messo a capo di un battaglione bielorusso. Nel 1798 gli fu assegnato il comando del 14º reggimento di cacciatori e fu promosso colonnello. Il 29 gennaio 1799 Baggovut fu promosso maggior generale, ma il 27 luglio 1800 Paolo I di Russia lo revocò. Al suo insediamento, Alessandro I richiamò Karl, lo nominò di nuovo maggior generale, e gli assegnò il 4º reggimento di cacciatori Mounted (15 novembre 1801).

### Guerre napoleoniche 1804 - 1808
Il 26 novembre 1804, per i suoi 25 anni di servizio come ufficiale dell'esercito imperiale russo, Baggovut ricevette l'Ordine di San Giorgio (4ª classe). Durante la guerra della quarta coalizione fu noto come uno dei più coraggiosi generali russi. Il 26 dicembre 1806, durante la battaglia di Pułtusk, protesse il fiume Narew. Per la sua condotta eroica gli fu concesso l'Ordine di San Giorgio di 3ª classe. Nella battaglia di Eylau del 1807, Karl ricevette l'ordine di bloccare l'avanzata nemica per permettere alle truppe russo-prussiane di prendere possesso delle fortificazioni. Nel corso del combattimento fu gravemente ferito al torace. Si distinse nella battaglia di Heilsberg ed in quella di Friedland. In questa seconda fu ferito di nuovo e subì una grave commozione cerebrale, a causa della quale fu costretto ad abbandonare il campo di battaglia prima della fine. Durante questa campagna miliare fu promosso tenente generale.

### Guerra di Finlandia 1808
Il generale maggiore svedese Eberhard von Vegesack sbarcò 19 giugno 1808 a Lemo, a sud di Turku, con 2800 uomini. Baggovut comandava le truppe russe. La battaglia durò 18 ore, e gli uomini di von Vegesack furono costretti a fare ritorno in Svezia. In seguito, quello stesso autunno (26 settembre 1808) gli svedesi provarono di nuovo lo sbarco nel villaggio di Helsinki (Taivassalo). Baggovut respinse anche questo secondo tentativo.

### Guerre napoleoniche 1812
Durante la campagna di Russia intrapresa da Napoleone Bonaparte, Karl comandò il 2º Corpo di fanteria del 1° esercito occidentale di Michael Andreas Barclay de Tolly. Il 7 settembre 1812, all'inizio della battaglia di Borodino, gli uomini di Karl occuparono inizialmente l'ala destra, prima di essere dispiegati in quella sinistra nei sobborghi del villaggio di Outitsy. Dopo che il generale Nikolaj Alekseevič Tučkov fu ferito a morte, Karl prese il comando di tutte le forze russe che componevano il fianco sinistro.
Per il coraggio dimostrato a Borodino gli fu conferito l'Ordine di Alexander Nevsky, ma fu ucciso prima di ritirare questo riconoscimento. Nella Battaglia di Tarutino (o di Winkowo) del 18 ottobre 1812, Karl Fëdorovič Baggovut fu posto alla testa di una colonna di fanteria composta da due corpi. All'inizio della battaglia, guidando l'attacco dell'esercito russo, fu ucciso da una cannonata sparata dall'artiglieria francese. Fu sepolto nel monastero Lavretievski di Kaluga.

## Gradi e insegne
| Insegna | Grado                                          | Esercito                 | Data della promozione |
| ------- | ---------------------------------------------- | ------------------------ | --------------------- |
|         | Подпоручик, sottotenente                       | Esercito imperiale russo | 4 aprile 1779         |
|         | Kапитан, capitano                              | Esercito imperiale russo | 1782                  |
|         | Премьер-майор, Primo maggiore                  | Esercito imperiale russo | 24 dicembre 1792      |
|         | Подполковник, Sub-Polkovnik/tenente colonnello | Esercito imperiale russo | Ottobre 1794          |
|         | Полковник, colonnello                          | Esercito imperiale russo | 14 febbraio 1798      |
|         | Генерал-майор, maggior generale                | Esercito imperiale russo | 9 febbraio 1799       |
|         | Генерал-лейтенант, tenente generale            | Esercito imperiale russo | 24 dicembre 1807      |